# Lampedusa melitensis
Lampedusa melitensis es una especie de molusco gasterópodo de la familia Clausiliidae en el orden de los Stylommatophora.

## Distribución geográfica
Es endémica de Malta.